# Kotev Cove
Die Kotev Cove (englisch; bulgarisch Котев залив Kotew saliw) ist eine 1,81 km breite und 1,8 km lange Bucht an der Nordostküste von Two Hummock Island im Palmer-Archipel westlich der Antarktischen Halbinsel. Sie liegt nordwestlich des Butrointsi Point.
Britische Wissenschaftler kartierten sie 1978. Die bulgarische Kommission für Antarktische Geographische Namen benannte sie 2013 nach Wasil Kotew, von 2007 bis 2008 Verantwortlicher für Operation per Motorboot- und Hundeschlitten von der St.-Kliment-Ohridski-Station auf der Livingston-Insel sowie Stationsleiter von 2009 bis 2010 sowie von 2011 bis 2012.